# اوفروناز
اوفروناز هي قرية تقع في كانتون فاليه، سويسرا . انها تقع في بلدية ليترون، على مقربة من مارتيني.
وتقع القرية على الجانب الجنوبي من جبال الألب في بيرن، على شرفة فوق نهر الرون، على ارتفاع 1330 متر. ويحيط المنطقة القمم الكبرى لجافالارد، وبيتي وغراند موفيران وهوت دي كراي.
في اوفروناز منتجع صغير للتزلج ومنتجع صحي.

## مراجع

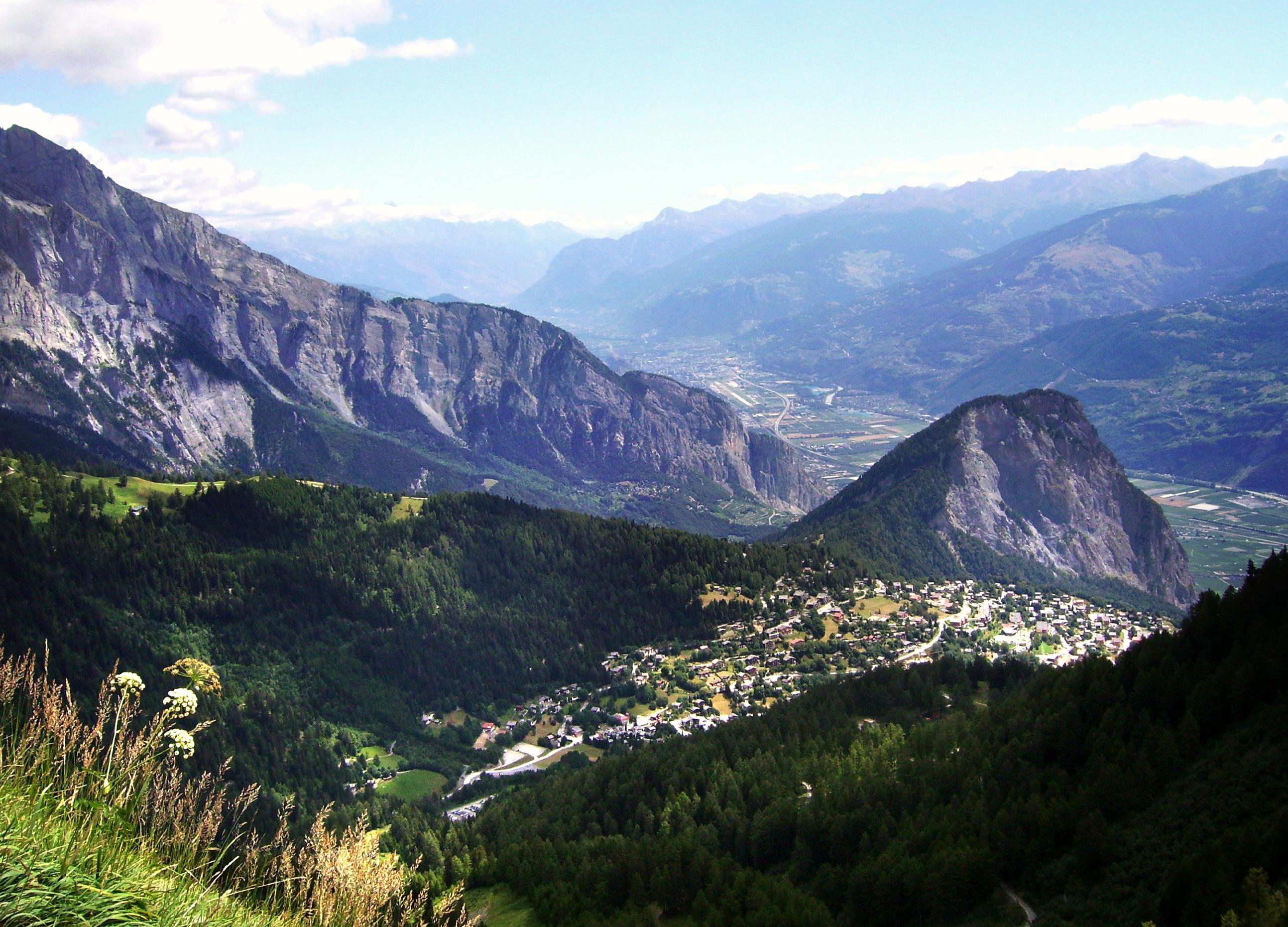
اوفروناز ,وادي الرون

## وصلات خارجية
- Official website